# Berlín, Amatán
Berlín är en ort i Mexiko.   Den ligger i kommunen Amatán och delstaten Chiapas, i den sydöstra delen av landet, 700 km öster om huvudstaden Mexico City. Berlín ligger 987 meter över havet och antalet invånare är 120.
Terrängen runt Berlín är bergig åt sydväst, men åt nordost är den kuperad. Runt Berlín är det ganska tätbefolkat, med 90 invånare per kvadratkilometer. Närmaste större samhälle är Pueblo Nuevo Jolistahuacan, 15,3 km söder om Berlín. I omgivningarna runt Berlín växer i huvudsak städsegrön lövskog.